# Outside Tour
De Outside Tour was een tournee van de Britse muzikant David Bowie, die in 1995 en 1996 in Europa en Noord-Amerika gehouden werd. De tournee werd gehouden ter promotie van zijn album 1. Outside. In Noord-Amerika was de band Nine Inch Nails de openingsact voor de tournee, waarbij de twee bands hun optredens in elkaar lieten overgaan door aan het einde van de setlist van Nine Inch Nails en aan het begin van de show van Bowie een aantal nummers samen te zingen - "Subterraneans" en "Hallo Spaceboy" van Bowie en "Reptile" en "Hurt" van Nine Inch Nails. In Europa begon Morrissey als supportact, maar verliet de tour na negen shows. Tijdens enkele concerten speelde Bowie's gitarist Reeves Gabrels ook nummers van zijn eigen nieuwe album The Sacred Squall of Now.
Dit was Bowie's eerste tournee sinds de Sound+Vision Tour in 1990, waarin hij voor het laatst zijn grootste hits ten gehore bracht. Bowie zei hierover: "We gaan een paar oudere nummers spelen, natuurlijk, maar niet de logische dingen. Ik vond, terwijl we aan het repeteren waren voor de [Outside] tour, dat oudere nummers die ik jaren niet gespeeld heb ineens redelijk goed passen bij dit nieuwe materiaal - dingen als... "Joe the Lion". Dus ik kijk er erg naar uit." Bowie speelde een aantal oude bekende nummers, waaronder "Andy Warhol", "Breaking Glass", "Look Back in Anger" en "Scary Monsters (and Super Creeps)", maar het grootste deel van de andere nummers bestond uit obscure albumtracks en nummers van 1. Outside.
De concerten in Dallas op 13 oktober 1995 en in Birmingham op 13 december 1995 zijn opgenomen en in 2020 uitgebracht op de livealbums Ouvrez le Chien (Live Dallas 95) en No Trendy Réchauffé (Live Birmingham 95). Deze albums maakten in 2021 ook deel uit van de box set Brilliant Live Adventures.

## Personeel
- David Bowie: zang
- Reeves Gabrels: gitaar
- Carlos Alomar: gitaar, achtergrondzang
- Gail Ann Dorsey: basgitaar, zang
- Zack Alford: drums
- Mike Garson: piano
- Peter Schwartz: synthesizer
- George Simms: keyboards, achtergrondzang

## Tourdata
| Datum             | Stad                        | Land             | Locatie                                                 |
| Noord-Amerika     | Noord-Amerika               | Noord-Amerika    | Noord-Amerika                                           |
| ----------------- | --------------------------- | ---------------- | ------------------------------------------------------- |
| 14 september 1995 | Hartford, Connecticut       | Verenigde Staten | Meadows Music Theatre                                   |
| 16 september 1995 | Mansfield, Massachusetts    | Verenigde Staten | Great Woods Arts Center                                 |
| 17 september 1995 | Hershey, Pennsylvania       | Verenigde Staten | Hersheypark Stadium                                     |
| 20 september 1995 | Toronto                     | Canada           | SkyDome                                                 |
| 22 september 1995 | Camden, New Jersey          | Verenigde Staten | Blockbuster Center                                      |
| 23 september 1995 | Burgettstown, Pennsylvania  | Verenigde Staten | Star Lake Amphitheater                                  |
| 27 september 1995 | East Rutherford, New Jersey | Verenigde Staten | Meadowlands Arena                                       |
| 28 september 1995 | East Rutherford, New Jersey | Verenigde Staten | Meadowlands Arena                                       |
| 30 september 1995 | Cuyahoga Falls, Ohio        | Verenigde Staten | Blossom Music Center                                    |
| 1 oktober 1995    | Tinley Park, Illinois       | Verenigde Staten | New World Music Theatre                                 |
| 3 oktober 1995    | Auburn Hills, Michigan      | Verenigde Staten | The Palace of Auburn Hills                              |
| 4 oktober 1995    | Columbus, Ohio              | Verenigde Staten | Polaris Amphitheater                                    |
| 6 oktober 1995    | Bristow, Virginia           | Verenigde Staten | Nissan Pavilion                                         |
| 7 oktober 1995    | Raleigh, North Carolina     | Verenigde Staten | Walnut Creek Amphitheatre                               |
| 9 oktober 1995    | Atlanta, Georgia            | Verenigde Staten | Lakewood Amphitheatre                                   |
| 11 oktober 1995   | Maryland Heights, Missouri  | Verenigde Staten | Riverport Amphitheatre                                  |
| 13 oktober 1995   | Dallas, Texas               | Verenigde Staten | Starplex Amphitheatre                                   |
| 14 oktober 1995   | Austin, Texas               | Verenigde Staten | South Park Meadows                                      |
| 16 oktober 1995   | Denver, Colorado            | Verenigde Staten | McNichols Sports Arena                                  |
| 18 oktober 1995   | Phoenix, Arizona            | Verenigde Staten | Desert Sky Pavilion                                     |
| 19 oktober 1995   | Las Vegas, Nevada           | Verenigde Staten | Thomas & Mack Center                                    |
| 21 oktober 1995   | Mountain View, Californië   | Verenigde Staten | Shoreline Amphitheatre                                  |
| 24 oktober 1995   | Tacoma, Washington          | Verenigde Staten | Tacoma Dome                                             |
| 25 oktober 1995   | Portland, Oregon            | Verenigde Staten | The Rose Garden                                         |
| 28 oktober 1995   | Inglewood, Californië       | Verenigde Staten | Great Western Forum                                     |
| 29 oktober 1995   | Inglewood, Californië       | Verenigde Staten | Great Western Forum                                     |
| 31 oktober 1995   | Hollywood, Californië       | Verenigde Staten | Hollywood Palladium                                     |
| Europa            |                             |                  |                                                         |
| 14 november 1995  | Londen                      | Engeland         | Wembley Arena                                           |
| 15 november 1995  | Londen                      | Engeland         | Wembley Arena                                           |
| 17 november 1995  | Londen                      | Engeland         | Wembley Arena                                           |
| 18 november 1995  | Londen                      | Engeland         | Wembley Arena                                           |
| 20 november 1995  | Birmingham                  | Engeland         | National Exhibition Centre                              |
| 21 november 1995  | Birmingham                  | Engeland         | National Exhibition Centre                              |
| 24 november 1995  | Dublin                      | Ierland          | Point Depot                                             |
| 26 november 1995  | Exeter                      | Engeland         | Westpoint Arena                                         |
| 27 november 1995  | Cardiff                     | Wales            | Cardiff International Arena                             |
| 29 november 1995  | Aberdeen                    | Schotland        | Exhibition Centre                                       |
| 30 november 1995  | Glasgow                     | Schotland        | Scottish Exhibition and Conference Centre               |
| 3 december 1995   | Sheffield                   | Engeland         | Sheffield Arena                                         |
| 5 december 1995   | Belfast                     | Noord-Ierland    | King's Hall                                             |
| 7 december 1995   | Newcastle upon Tyne         | Engeland         | Newcastle Arena                                         |
| 8 december 1995   | Manchester                  | Engeland         | Manchester Arena                                        |
| 13 december 1995  | Birmingham                  | Engeland         | National Exhibition Centre (Hall 5) (Big Twix Mix Show) |
| 17 januari 1996   | Helsinki                    | Finland          | Helsingin jäähalli                                      |
| 19 januari 1996   | Stockholm                   | Zweden           | Globe Arena                                             |
| 20 januari 1996   | Göteborg                    | Zweden           | Scandinavium                                            |
| 22 januari 1996   | Oslo                        | Noorwegen        | Spektrum                                                |
| 24 januari 1996   | Kopenhagen                  | Denemarken       | Valby-Hallen                                            |
| 25 januari 1996   | Hamburg                     | Duitsland        | Sporthalle                                              |
| 27 januari 1996   | Brussel                     | België           | Vorst Nationaal                                         |
| 28 januari 1996   | Utrecht                     | Nederland        | Prins van Oranjehal                                     |
| 30 januari 1996   | Dortmund                    | Duitsland        | Westfalenhalle                                          |
| 31 januari 1996   | Frankfurt am Main           | Duitsland        | Festhalle Frankfurt                                     |
| 1 februari 1996   | Berlijn                     | Duitsland        | Deutschlandhalle                                        |
| 3 februari 1996   | Praag                       | Tsjechië         | Sportovni Hala                                          |
| 4 februari 1996   | Wenen                       | Oostenrijk       | Stadthalle                                              |
| 6 februari 1996   | Ljubljana                   | Slovenië         | Hala Tivoli                                             |
| 8 februari 1996   | Milaan                      | Italië           | Palatrussardi                                           |
| 9 februari 1996   | Bologna                     | Italië           | Palasport                                               |
| 11 februari 1996  | Lyon                        | Frankrijk        | Halle Tony Garnier                                      |
| 13 februari 1996  | Genève                      | Zwitserland      | SEG Geneva Arena                                        |
| 14 februari 1996  | Zürich                      | Zwitserland      | Hallenstadion                                           |
| 16 februari 1996  | Amnéville                   | Frankrijk        | Le Galaxie                                              |
| 17 februari 1996  | Lille                       | Frankrijk        | Zénith de Lille                                         |
| 18 februari 1996  | Rennes                      | Frankrijk        | Salle Expos-Aeroport                                    |
| 20 februari 1996  | Parijs                      | Frankrijk        | Palais Omnisports de Paris-Bercy                        |

Afgelaste/verplaatste shows
- 24 november 1995 - Belfast, Noord-Ierland - King's Hall (verplaatst naar 5 december)
- 4 december 1995 - Sheffield, Engeland - Sheffield Arena (afgelast)
- 6 december 1995 - Manchester, Engeland - Manchester Arena (verplaatst naar 8 december)

## Gespeelde nummers
Van The Man Who Sold the World (1970)
- "The Man Who Sold the World"

Van Hunky Dory (1971)
- "Andy Warhol"

Van The Rise and Fall of Ziggy Stardust and the Spiders from Mars (1972)
- "Moonage Daydream"

Van Diamond Dogs (1974)
- "Diamond Dogs"

Van Low (1977)
- "Breaking Glass"
- "What in the World"
- "Subterraneans"

Van "Heroes" (1977)
- "Joe the Lion"

Van Lodger (1979)
- "DJ"
- "Look Back in Anger"
- "Boys Keep Swinging"

Van Scary Monsters (and Super Creeps) (1980)
- "Scary Monsters (and Super Creeps)"
- "Teenage Wildlife"

Van Black Tie White Noise (1993)
- "Jump They Say"
- "Nite Flights" (oorspronkelijk van The Walker Brothers)

Van 1. Outside (1995)
- "Outside"
- "The Hearts Filthy Lesson"
- "A Small Plot of Land"
- "Hallo Spaceboy"
- "The Motel"
- "I Have Not Been to Oxford Town"
- "The Voyeur of Utter Destruction (as Beauty)"
- "We Prick You"
- "I'm Deranged"
- "Thru' These Architect's Eyes"
- "Strangers When We Meet"

Overige nummers
- "Hurt" (oorspronkelijk van Nine Inch Nails)
- "My Death" (oorspronkelijk van Jacques Brel)
- "Reptile" (oorspronkelijk van Nine Inch Nails)
- "Under Pressure" (duet van Bowie met Queen uit 1981)
- "White Light/White Heat" (oorspronkelijk van The Velvet Underground)